# Скутеллиния щитовидная
Скутелли́ния щитови́дная (лат. Scutellínia scutelláta) — вид грибов-аскомицетов из семейства Пиронемовые (Pyronemataceae).
Синонимы:
- Ciliaria scutellata (L.) Quél. ex Boud., 1907
- Humariella scutellata (L.) J. Schröt., 1893
- Lachnea scutellata (L.) Sacc., 1879
- Patella scutellata (L.) Morgan, 1902
- Peziza aurantiaca Vent., 1812, nom. illeg.
- Peziza scutellata L., 1753
- Peziza scutellata Schumach., 1803, nom. illeg.

## Описание
- Плодовые тела до двух см в диаметре, сначала на «ножке», шаровидной, затем чашевидной или почти плоской, дисковидной формы, сидячие. Внутренняя поверхность гладкая, вишнёво-красная до красно-оранжевой. Внешняя поверхность светло-коричневого цвета, покрытая тёмно-коричневыми или почти чёрными волосками, образующими своеобразную «бахрому» на краю «чаши».
- Мякоть тонкая, красноватого цвета, без особого вкуса и запаха.
- Споры эллиптической формы, покрытые бородавками, бесцветные, 18—20×10—12 мкм.

## Экология
Встречается одиночно или, чаще, группами, на влажной почве или гнилых пнях, брёвнах или ветках. Сапротроф.

## Сходные виды
- Scutellinia erinaceus (Schwein.) Kuntze 1891 отличается тёмно- или жёлто-оранжевой внутренней поверхностью плодовых тел и гладкими спорами.